# Nils Andersson Wadsjö

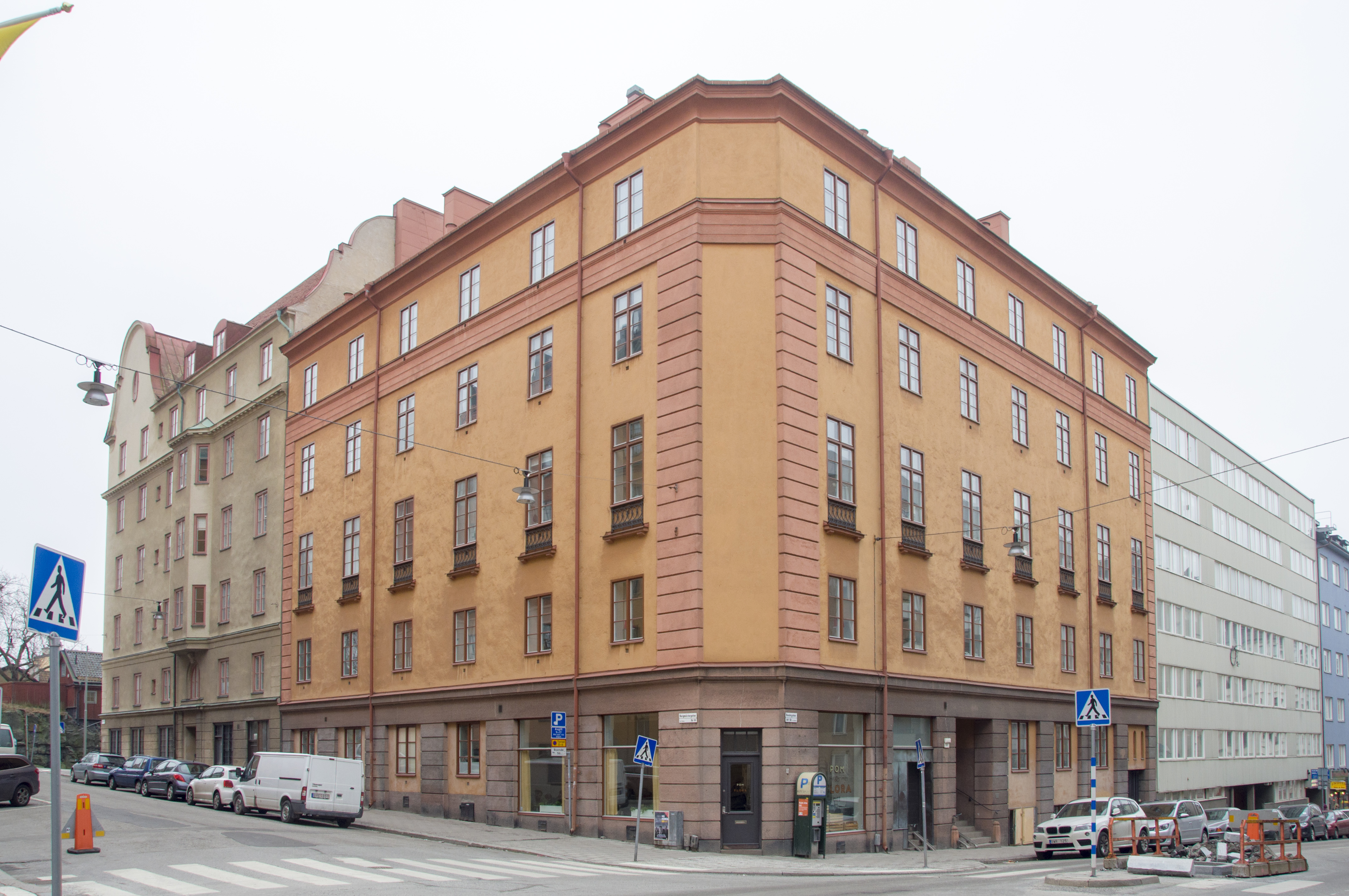
Bostadshuset Bondegatan 64, uppfört 1915–1916 tillsammans med sonen, arkitekten Harald Wadsjö.

Nils Andersson Wadsjö (ofta bara N.A. Wadsjö eller Nils Wadsjö), född 19 juni 1859 i Vadensjö, död 19 oktober 1932 i Stockholm, var en svensk byggmästare. Han var far till arkitekten Harald Wadsjö.

## Biografi

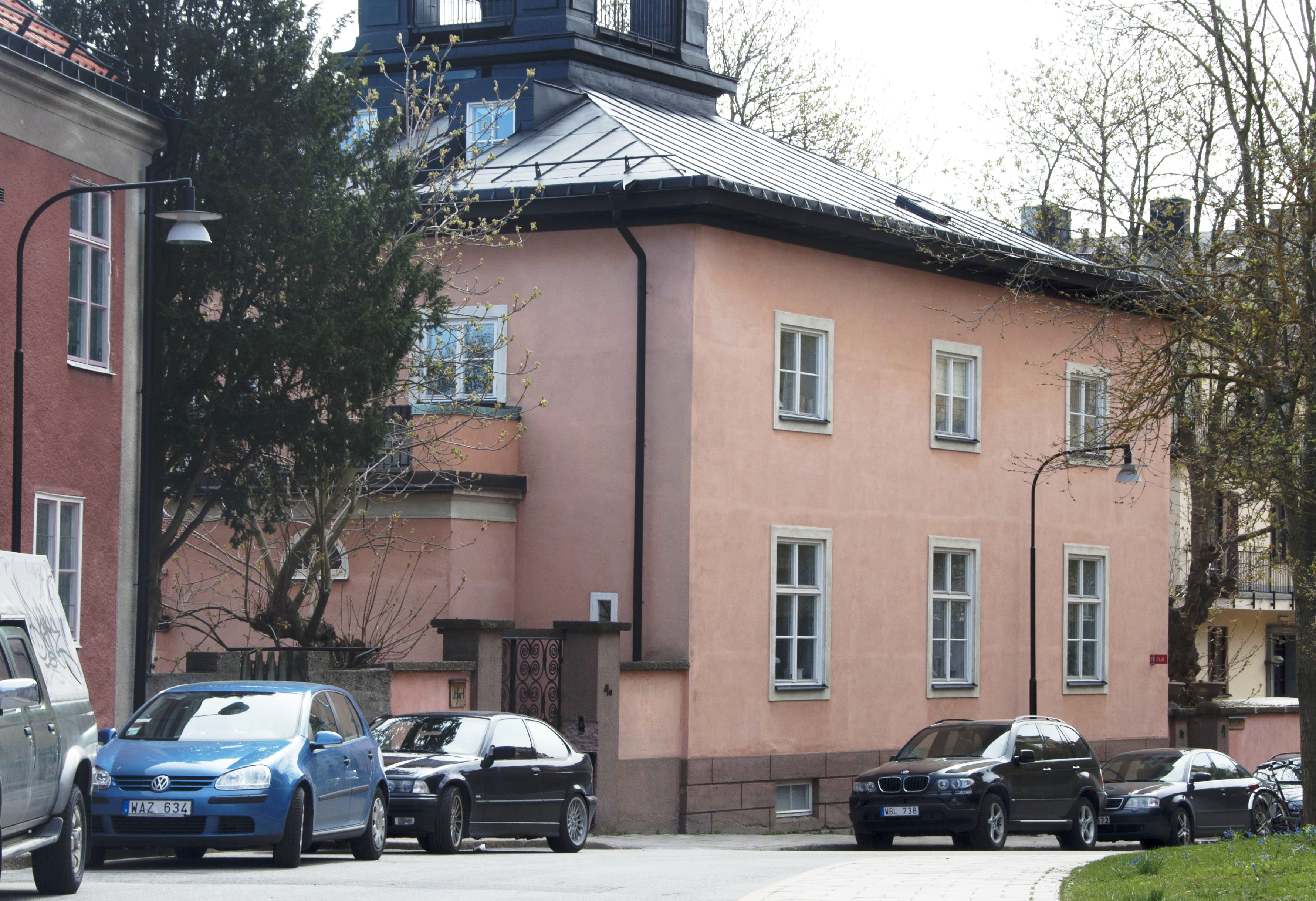
Alabastern 2, Skinnarviksringen 4, den egna privatvillan, ritad av sonen Harald och tillkommen mellan 1919 och 1925.

Nils Andersson Wadsjö tog namnet Wadsjö efter födelseorten Vadensjö i Vadensjö socken nära Malmö. Han kom troligen på 1880-talet till Stockholm och utbildade sig till murare. Enligt folkräkningen 1890 bodde han med hustru Edla och tre barn vid Roslagsgatan 48. År 1890 omnämns han som verkmästare och 1910 som byggmästare. Han var kring sekelskiftet 1900 en av Stockholms storbyggmästare under en tid då stenstaden växte fram. Trots att Wadsjö uppförde många byggnader har han inte lämnat många spår i källorna.
Bland hans arbeten kan nämnas fastigheten Sånglärkan 3 från 1914 (nuvarande Sånglärkan 1 hus 3) i Lärkstaden där han var både byggherre och byggmästare och anlitade arkitekt Konrad Elméus att gestalta huset. Han kom även att anlita sonen Harald Wadsjö som utbildat sig till arkitekt. Tillsammans uppförde de 1915–1916 hörnhuset Keders 15 vid Bondegatan / Borgmästargatan på Södermalm. För Alabastern 2, den egna villan vid Skinnarviksringen 4 (tidigare Nedre Skinnarviksringen), stod han som byggherre medan sonen ritade huset. Sånglärkan 2 ägde han fram till 1919, han bodde dock på Odengatan 28. Därefter står han som ägare för Alabastern 2 som beboddes av honom och sonen byggnadsingenjören Julius Wilhelm Wadsjö (1893–1965).

### Familj
Wadsjö var son till snickaren Anders Nilsson och Johanna Persdotter och bror till bland andra Hjalmar Nilsson Wadstrand. 
Nils Andersson Wadsjö var gift två gånger: första gången (1882) med Edla Axell och andra gången (1896) med Josefina Wilhelmina Berg. I äktenskapet med Edla föddes fyra barn, bland dem Nils Harald som sedermera blev arkitekt. I äktenskapet med Josefina föddes sex barn, bland dem Julius Wilhelm som blev byggnadsingenjör. Wadsjö fann sin sista vila på Norra begravningsplatsen där han gravsattes den 9 oktober 1932 i familjegraven. I samma grav finns även hustrun Josefina (död 1946).